# Problemas em aberto da linguística
Os tópicos seguintes são alguns dos  problemas em aberto da linguística.  Alguns destes problemas em aberto são teóricos, significando que as teorias existentes parecem incapazes de explicar alguns fenômenos observados ou resultados experimentais. Outros são experimentais, significando que há uma dificuldade em criar uma experiência para testar algumas teorias propostas ou para investigar alguns fenômenos com mais detalhes. Ainda, há aqueles que podem ser descritos como controvérsia, quando não há uma resposta consensual entre diferentes perspectivas.

## Problemas conceituais
Acerca de conceitos e/ou termos que traduzem algum fenômeno linguístico, as perguntas a seguir não apresentam uma resposta consensual entre os linguistas, distinguindo-se de acordo com a perspectiva teórica ou restringindo-se pela falta de aparatos experimentais para analisar a emergência de tais ocorrências.
1. Existe uma definição universal de palavra?
2. Existe uma definição universal de sentença?
3. Existem categorias gramaticais universais?
4. A estrutura sintática é construída por relações parte-todo de constituintes sintáticos ou por uma relação de dependência assimétrica entre sintagmas?
5. Os morfemas e sintagmas podem seguir os mesmos princípios de combinação?
6. Como a prosódia está relacionada à estrutura sintática?
7. É possível diferenciar formalmente uma língua de outra?
8. Como a gramaticalização funciona?
9. Existe algum processo universal que explica o fenômeno da crioulização?
10. Como idioletos e dialetos emergem?
11. Até que ponto as línguas artificiais são úteis para a comunicação/interação humana?

## Problemas históricos e evolutivos

### Evolução da linguagem
A emergência da linguagem e o desenvolvimento dessa propriedade como única e distintiva da espécie humana são assuntos que ainda questionam os linguistas e dependem de estudos de evolução, coevolução, cognição, entre outros.
1. Como e quando a linguagem se originou?[3][4][5][6][7]
  1. Como e quando se originaram as diferentes manifestações linguísticas (oral, sinalizada e escrita)?
  2. Os Homo sapiens foram a primeira espécie a usar a linguagem? E os demais Homo?
  3. A linguagem é contínua ou descontínua nas formas anteriores de comunicação? A linguagem apareceu repentina ou gradualmente?[8]

### Distinção entre as línguas
1. O que define uma família linguística?[9]
2. Alguma das línguas não-classificadas pode ser incluída numa família?
3. Até que ponto as escritas não decifradas podem ser compreendidas?
4. Como se explicam as línguas isoladas?[10]

## Psicolinguística
Os problemas de natureza psicolinguística dizem respeito à aquisição da linguagem, à aquisição de segunda língua, ao processamento de sentenças, à produção da fala e a outros aspectos que relacionam linguagem e mente. O trabalho psicolinguística, de maneira geral, pauta-se por métodos experimentais, como eletroencefalografia e imagem por ressonância magnética.
1. Como a gramática surge?[11]
2. Como bebês são capazes de aprender linguagem? É de caráter inato ou adquirido?
3. A capacidade sintática é baseada em estruturas mentais inatas ou é resultado da inteligência e interação com outros humanos?
4. Existe alguma área específica no cérebro responsável pelo desenvolvimento das habilidades de linguagem ou ela está apenas parcialmente localizada?
5. Por que o desempenho do falante que adquire uma segunda língua é menor que o do falante nativo?
6. Quais são as semelhanças entre linguagem animal e linguagem humana?[12]
7. Qual o local da intuição linguística?

## Sociolinguística
No campo da sociolinguística, os problemas situam-se principalmente nos fenômenos de variação e mudança de acordo com fatores sócio-históricos e político-ideológicos. A sociolinguística variacionista, baseada em modelos estatísticos que analisa a frequência de uso de determinada forma, ao passo que outras correntes sociolinguísticas partem de concepções antropológicas e interacionais.
1. O que faz com que recursos linguísticos comecem a sofrer mudança linguística em alguns momentos/dialetos, mas não em outros?
2. Qual a melhor maneira de comparar quantitativa e qualitativamente a competência e o desempenho linguístico?

## Linguística computacional
A linguística computacional é uma área interdisciplinar que procura transportar a capacidade linguística humana, isto é, o processamento de linguagem natural a uma inteligência artificial. Essa transferência é realizada a partir de modelos lógico-matemáticos e de estruturas demarcadas de sintaxe e semântica com a informática.
1. A desambiguação computacional perfeita no sentido das palavras e sentenças é alcançável usando o software?[13]
2. É possível a indução computacional precisa?